# Godfrey Kneller

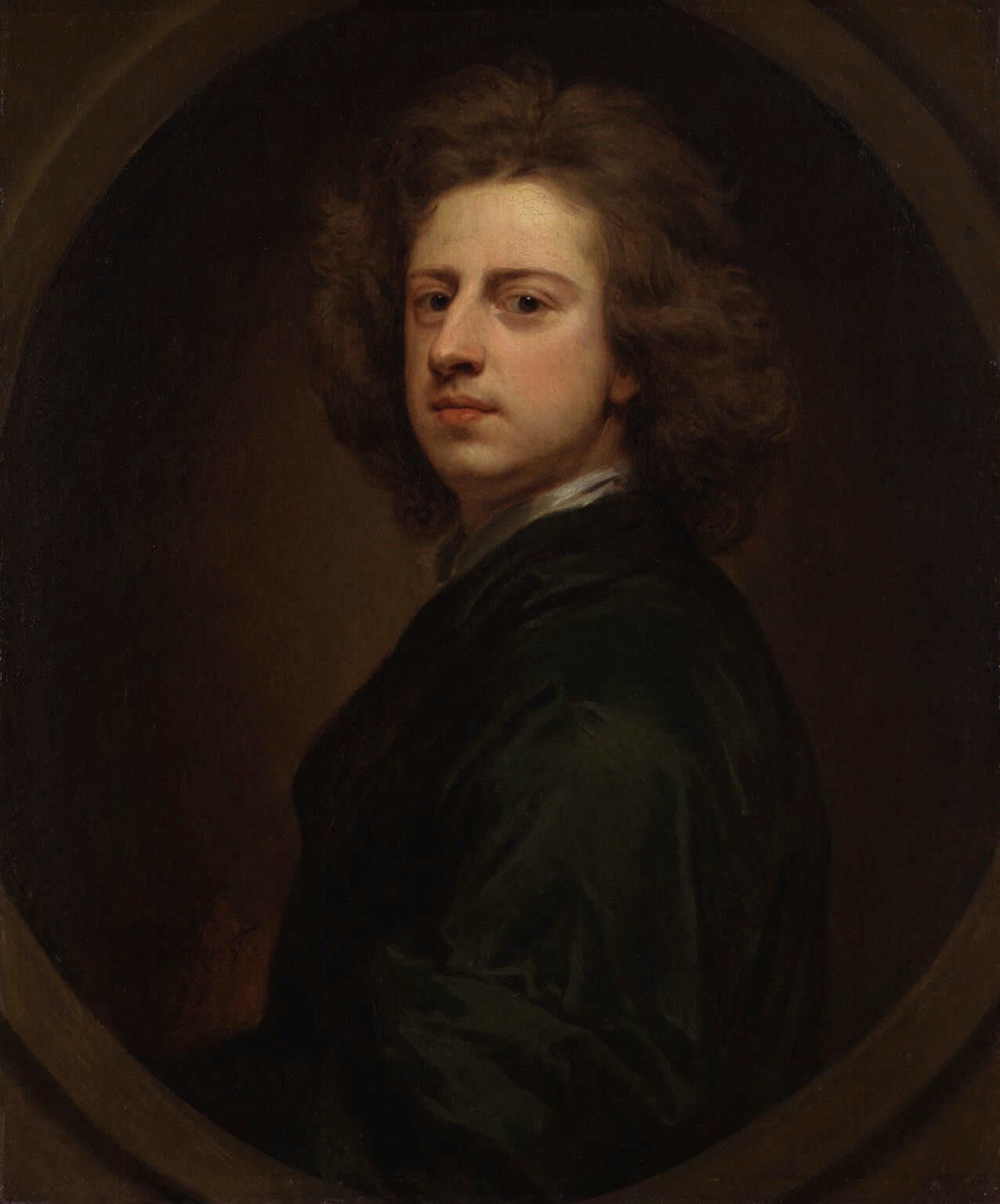
Godfrey Kneller, Selbstporträt, 1685, National Portrait Gallery (London)

Sir Godfrey Kneller, 1. Baronet (* als Gottfried Kniller 8. August 1646 in Lübeck; † 19. Oktober 1723 in London) war ein deutsch-britischer Porträtmaler und Hofkünstler.

## Leben
Kneller entstammte einer Lübecker Künstlerfamilie: Sowohl sein Vater Zacharias als auch sein älterer Bruder Johann Zacharias Kniller (1644–1702) waren Maler, der jüngere Bruder Andreas wurde später Komponist. Nach dem Tod des Vaters 1676 wanderte Gottfried gemeinsam mit Johann Zacharias   nach Großbritannien aus.
Dort wurde der ehemalige Schüler von Ferdinand Bol und Rembrandt zu einem der führenden Porträtmaler des späten 17. und frühen 18. Jahrhunderts. Er fertigte Porträts von zehn regierenden europäischen Monarchen an, darunter König Ludwig XIV. von Frankreich, malte aber auch Wissenschaftler wie Sir Isaac Newton oder Staatsdiener wie den posthum als Tagebuchautor berühmt gewordenen Samuel Pepys. Er schuf außerdem 48 Porträts der Mitglieder des Kit-Cat-Klubs, in dem Angehörige der Whigpartei organisiert waren, die sich für Politik und Kunst interessierten. 
Zudem leitete der Maler die Kneller Academy of Painting and Drawing, die von 1711 bis 1716 in der Great Queen Street in London residierte. Schüler Knellers waren u. a. Friedrich Wilhelm Weidemann, der Hofmaler des preußischen Prinzen und späteren Königs Friedrich Wilhelm I., und dessen Vetter Carl Emil Weidemann, der Hofmaler der preußischen Königin Sophia Dorothea.
König Charles II. von England ernannte Kneller 1680 zum Hofmaler, und  Wilhelm III. schlug ihn 1691 zum Ritter. Georg I. erhob ihn schließlich am 24. Mai 1715 in den erblichen Adelsstand als Baronet of Whitton in the County of Middlesex. Er starb 1723 an einem Fieber und wurde in der Londoner Twickenham Church beerdigt. Da seine 1704 geschlossene Ehe mit Susannah Cawley († 1729) kinderlos geblieben war, erlosch sein Baronet-Titel mit seinem Tod. In Westminster Abbey erinnert ein Epitaph an Godfrey Kneller, das einzige für einen Maler in dieser Kirche.

## Werke (Auswahl)

### In öffentlichem Besitz
- Der Philosoph oder Der alte Gelehrte (1668), Lübeck, St. Annen Museum Lübeck mit dem Pendant des jungen Gelehrten seines Bruders Johann Zacharias
- Das Opfer des Manoah (vor 1680), früher in der Katharinenkirche (Lübeck) und Magdalena Hedwig Röder zugeschrieben, heute im St.-Annen-Museum[2]
- Porträt Thomas Fredenhagen, Lübecker Ratsherr und Kaufmann, St. Annen Museum
- Porträt Katharina Fredenhagen, geb. Millies, Gemahlin des Thomas Fredenhagen, St. Annen Museum
- Porträt Ludwig Maximilian Mehmet von Königstreu, königlicher Leibkammerdiener, Konventssaal des Klosters Barsinghausen[3]
- Porträt Maria Hedewig Mehmet von Königstreu, geb. Wedekind, Konventssaal des Klosters Barsinghausen
- Selbstporträt, St. Annen Museum
- Epitaph Zacharias Kneller, Lübecker Katharinenkirche. Das Epitaph ihres Vaters malten Godfrey und Johann Zacharias gemeinsam. Es befindet sich in der Lübecker Katharinenkirche am vierten Wandpfeiler des südlichen Seitenschiffes.[4]
- Porträt Samuel Pepys, Staatssekretär im britischen Flottenamt, National Maritime Museum, Greenwich
- Porträt Guido von Starhemberg, Kaiserlicher Feldherr, Heeresgeschichtliches Museum, Wien.
- Porträt James Brydges, 1. Duke of Chandos und seiner Familie, 1713, National Gallery of Canada
- Porträt Pietro Basadonna, Kupferstich von Bern. Bern. Baliu nach „Gottefredo Kniller“, nach 1684 (Abbildung auf Wikimedia)

### In Privatbesitz
- Porträt Isaac Newton, 1689
- Porträt John Churchill, 1. Duke of Marlborough, um 1705, Blenheim Palace, im Besitz des James Spencer-Churchill, 12. Duke of Marlborough

## Abbildungen

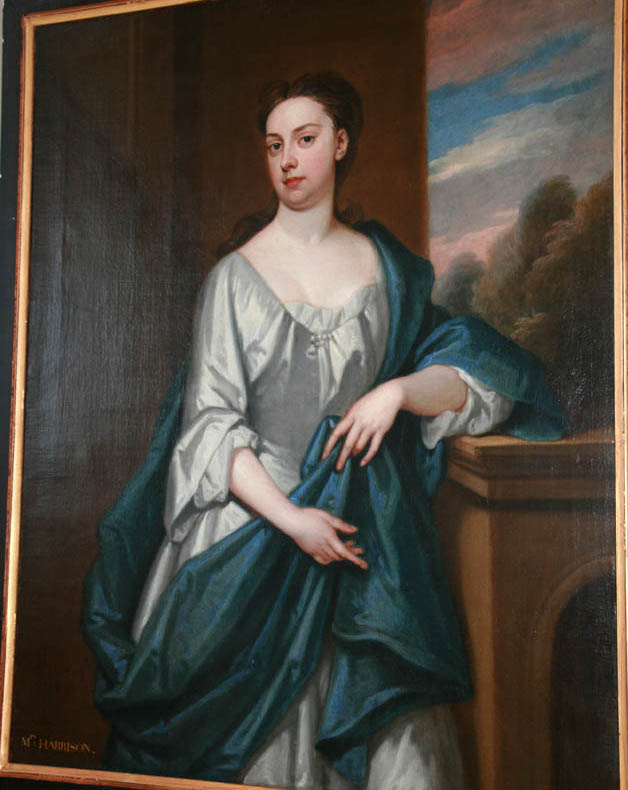
Mrs Harrison (1719)
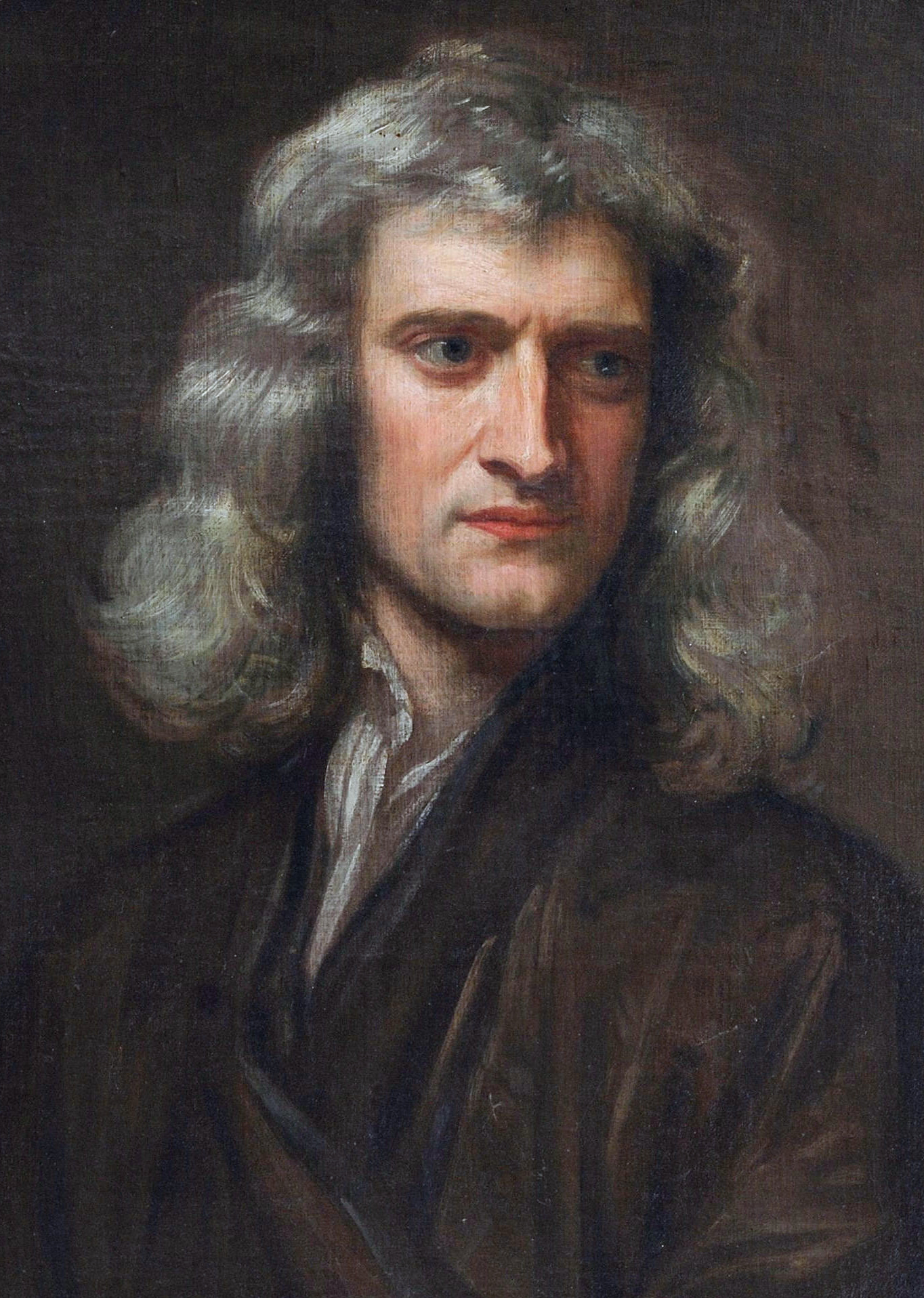
Isaac Newton (1689)
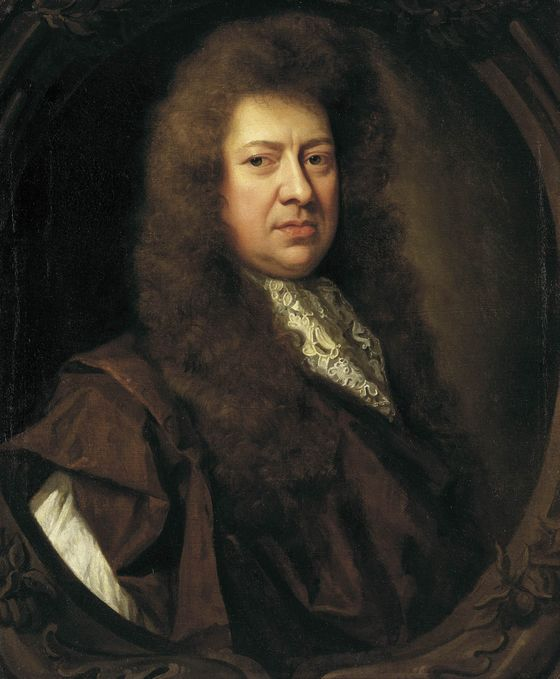
Samuel Pepys (1698)
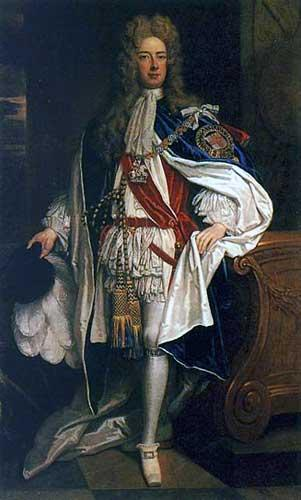
John Churchill, 1. Duke of Marlborough (1705)
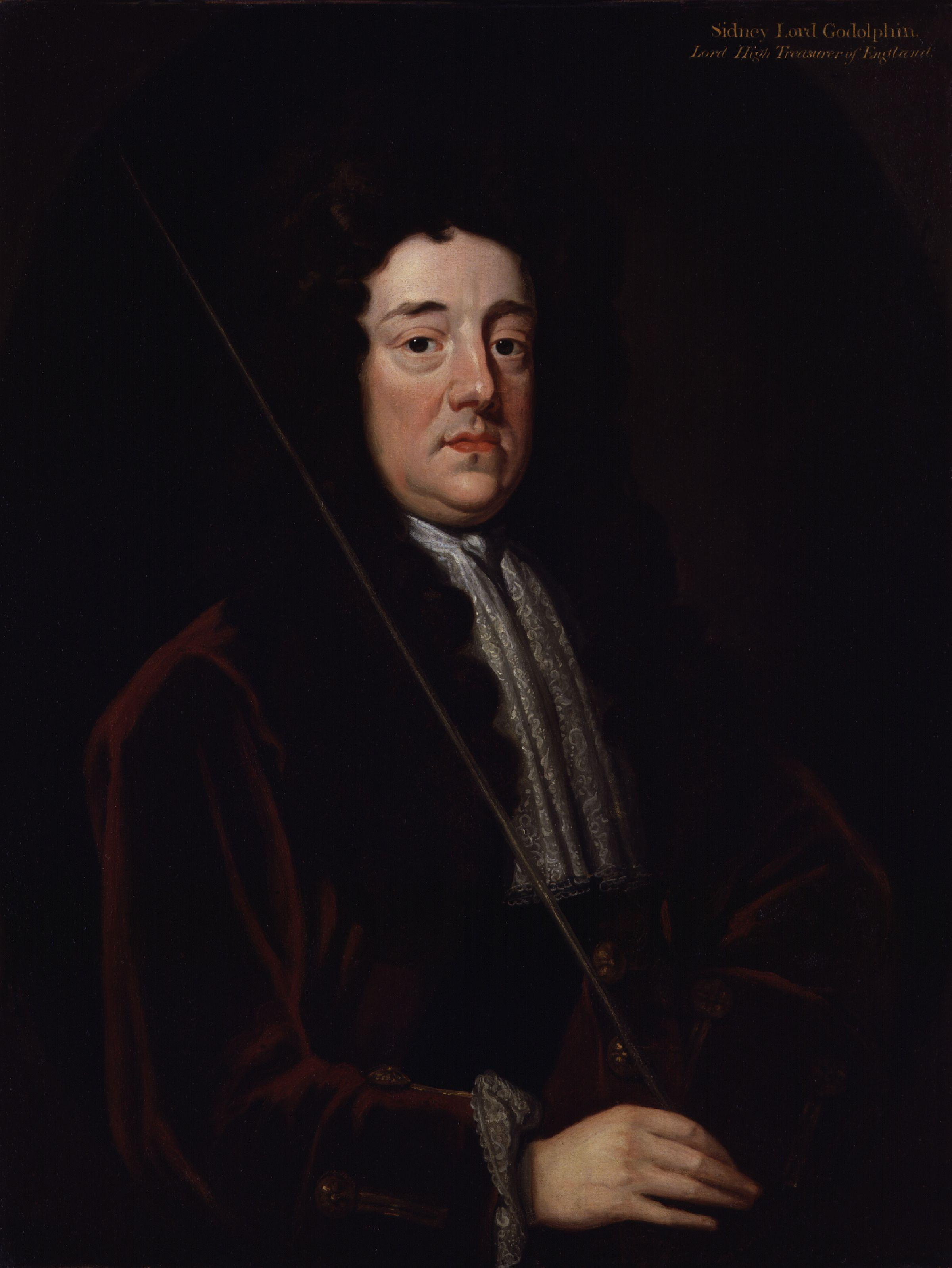
Sidney Godolphin, 1. Earl of Godolphin (1710)
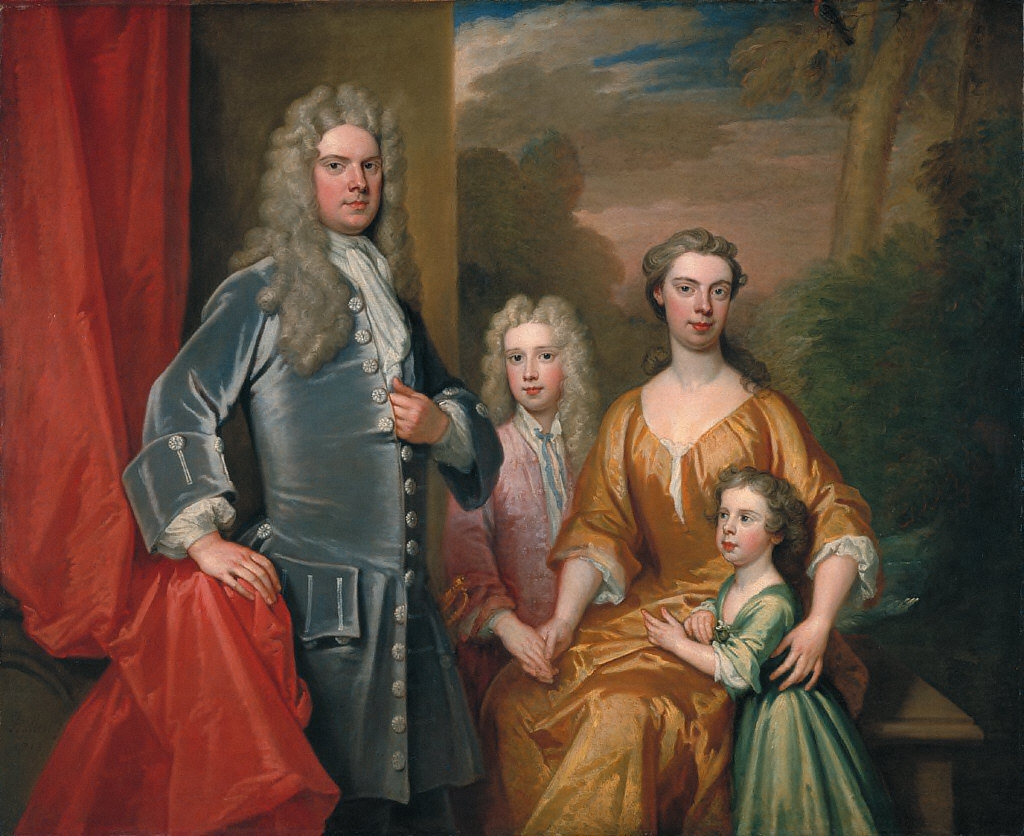
James Brydges, 1. Duke of Chandos mit Familie (1713)
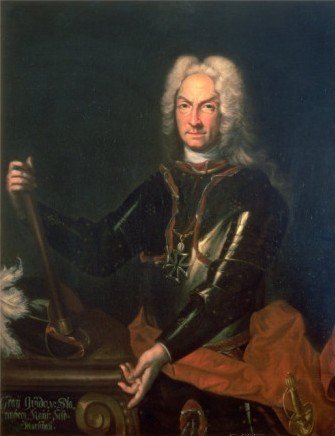
Guido von Starhemberg (um 1710/15)